# Schweizer Fussballmeisterschaft 1922/1923
Dvacátý šestý ročník Schweizer Fussballmeisterschaft (česky: Švýcarské fotbalové mistrovství) se opět konal za účasti dvaceti čtyř klubů.
Dvacet čtyři klubů bylo rozděleno do tří skupin (východ, centrum a západ), poté se vítězové skupin utkali proti sobě každý s každým. Sezonu vyhrál poprvé ve své historii FC Bern, jenže kvůli špatně registrovaném hráči byl titul odebrán.